# Sofregit
Le sofregit, ou sofrit (salsa de tomàquet en catalan), est une sauce chaude de la cuisine catalane à base de tomates râpées et d'oignons revenus dans de l'huile d'olive. Elle se mange avec de la viande, du poisson, des fruits de mer, des pâtes, du riz, des légumes, etc. Typiquement, on y ajoute une picada vers la fin de la cuisson.
Le sofregit peut être une sauce servie à part mais, généralement, elle est intégrée dans l'élaboration d'un plat, où le reste des ingrédients sont cuits dans cette sauce. Certains produits (viande, poisson, seiche, crustacés) sont dorés d'abord dans l'huile qu'on utilise ensuite pour faire la sauce, réservés pendant la cuisson du sofregit et enfin rajoutés pour finir leur cuisson dans la sauce. 
C'est un élément de base pour un grand nombre de plats du régime méditerranéen. Le sofregit a des variantes au Portugal (refogado), dans le centre de l'Espagne (sofrito, avec paprika), en Italie (soffritto, avec du céleri et de la carotte, en mirepoix) et en Grèce, où il se mange avec du riz.

## Variantes
Habituellement, la sauce a une base de tomates et d'un peu d'oignon (environ une ou deux tomates et un quart d'oignon par personne), mais les proportions peuvent être différentes selon le plat. Souvent, on ajoute de l'ail et, parfois, des poivrons rouges ou des poivrons verts italiens. On peut remplacer les oignons par des échalotes. On peut ajouter certaines épices comme le persil, la ñora, ou le safran.
La sauce brava, qui s'utilise pour les patatas bravas, est une variante de la sauce sofregit, à laquelle on ajoute du piment rouge fort.